# Eduard van Saksen-Weimar-Eisenach

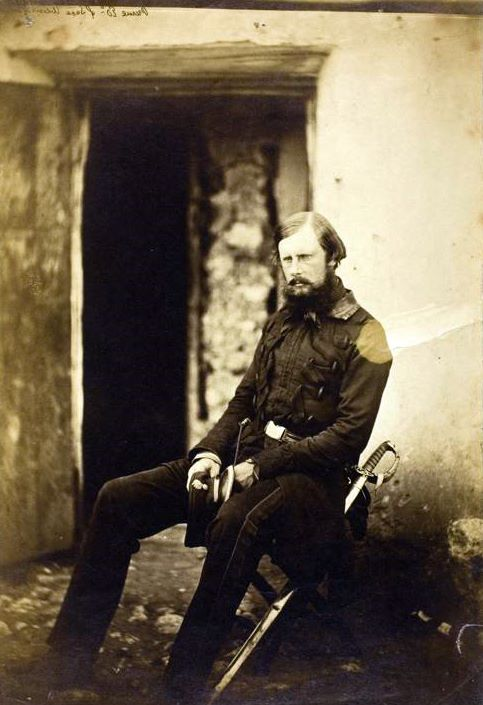
Prins Eduard in 1855

Willem Augustus Eduard van Saksen-Weimar-Eisenach (Londen, 11 oktober 1823 - aldaar, 16 november 1902) was een prins van Saksen-Weimar-Eisenach uit het Huis Wettin en een veldmaarschalk in het Britse leger.
Hij was het vierde kind en de derde zoon van Karel Bernhard van Saksen-Weimar-Eisenach en prinses Ida van Saksen-Meiningen. Zijn tante Adelheid was echtgenote van de Britse koning Willem IV. Zijn jongste zuster Amalia was getrouwd met de Nederlandse prins Hendrik, een broer van koning Willem III.
Zelf trad hij op 27 november 1851 in Londen morganatisch in het huwelijk met Lady Augusta Gordon-Lennox, dochter van de 5e Hertog van Richmond. Dit, uit genegenheid geboren huwelijk, had de uitdrukkelijke instemming van Eduards vader. De groothertog van Saksen-Weimar-Eisach verleende de bruid de titel van gravin van Dornburg, terwijl de Britse koningin Victoria haar de titel princess Edward of Saxe-Weimar schonk. Het huwelijk bleef kinderloos.
Edward bleef nagenoeg zijn gehele leven in Groot-Brittannië. In 1841 trad hij in dienst van het Britse leger. Hij nam aan Britse zijde deel aan de Krimoorlog, waar hij bij verschillende gevechtshandelingen betrokken was. Hij werd kolonel van de 1st Life Guards en adjudant van de Britse vorstin. Na verschillende promoties binnen het leger werd hij in 1897 gepromoveerd tot veldmaarschalk.
Hij was drager van talloze onderscheidingen en overleed aan de gevolgen van een blindedarmontsteking.